# بيتر منصور
بيتر منصور ( 28 فبراير 1960-) هو ضابط متقاعد في جيش الولايات المتحدة ، ومؤرخ عسكري، ومعلق على شؤون الأمن القومي في وسائل الإعلام. هو معروف في المقام الأول باعتباره الضابط التنفيذي للجنرال ديفيد بترايوس أثناء حرب العراق، وخاصة أثناء زيادة القوات في حرب العراق عام 2007. هو أستاذ في جامعة ولاية أوهايو، حيث يشغل منصب رئيس كرسي الجنرال ريموند إي. ماسون جونيور للتاريخ العسكري.
نشر منصور مذكرتين عن خدمته في العراق. كتاب بغداد عند شروق الشمس: حرب قائد لواء في العراق (2008)، والذي حصل على جائزة كتاب العام من جمعية مكتبات أوهايو في عام 2009، يتضمن تفاصيل خدمته كقائد للواء الأول، الفرقة المدرعة الأولى من عام 2003 إلى عام 2005. يركز كتاب "الاندفاع: رحلتي مع الجنرال ديفيد بترايوس وإعادة صياغة حرب العراق" (2013)، وهو من المرشحين النهائيين لجائزة جوجنهايم ليرمان الافتتاحية في التاريخ العسكري، على خدمته تحت قيادة بترايوس. هو أيضًا مؤلف كتاب الهجوم على الجنود الأمريكيين في أوروبا: انتصار فرق المشاة الأمريكية، 1941-1945 (1999)، والذي حصل على جائزة الكتاب المتميز من جمعية التاريخ العسكري في عام 2000.

## نشأته
حصل منصور على درجة البكالوريوس من الأكاديمية العسكرية الأمريكية عام 1982 (تخرج الأول على دفعته)، وحصل على درجة الماجستير في التاريخ من جامعة ولاية أوهايو عام 1992، وحصل على درجة الدكتوراه في التاريخ من جامعة ولاية أوهايو عام 1995. حصل على درجة الماجستير في الدراسات الإستراتيجية من كلية الحرب التابعة للجيش الأمريكي في عام 2003. هو الطالب الأول على دفعة 1978 في مدرسة ميرا لوما الثانوية في ساكرامنتو، كاليفورنيا.

## حياته المهنية

#### الخدمة بالجيش
تم تكليفه برتبة ملازم ثان في مايو 1982، وخدم منصور في مجموعة متنوعة من مهام القيادة والأركان، بما في ذلك المناصب مع فوج الفرسان المدرع الثالث في فورت بليس، تكساس؛ وفوج الفرسان المدرع الحادي عشر في باد هيرسفيلد وفولدا، ألمانيا؛ وفوج الفرسان المدرع الحادي عشر (القوات المعارضة) في المركز الوطني للتدريب في فورت إروين، كاليفورنيا. كان قائد السرب الأول من فوج الفرسان العاشر وخدم كضابط عمليات (G-3) في فرقة المشاة الرابعة (الميكانيكية) في فورت هود، تكساس. في الفترة 1993-1995 كان مدرسًا للتاريخ العسكري في الأكاديمية العسكرية الأمريكية. خدم لاحقًا في هيئة الأركان المشتركة كمساعد خاص لمدير الخطط الاستراتيجية والسياسات (J-5) في وزارة الدفاع الأمريكية، خلال الفترة التي شملت عملية دعم السلام في البوسنة، وعملية ثعلب الصحراء، وحرب كوسوفو. من يوليو 2003 إلى يوليو 2005 تولى منصور قيادة اللواء الأول، الفرقة المدرعة الأولى، التي تم نشرها في العراق من مايو 2003 إلى يوليو 2004.
في عام 2005 أصبح منصور زميلاً عسكرياً بارزاً في مجلس العلاقات الخارجية في نيويورك. ثم عمل كمدير مؤسس لمركز مكافحة التمرد التابع للجيش الأمريكي ومشاة البحرية في فورت ليفنوورث بولاية كانساس. هناك ساعد في تحرير مجلة FM 3-24 Counterinsurgency ، التي نشرت في ديسمبر/كانون الأول 2006، والتي استخدمت لإعادة تشكيل سلوك حرب العراق. في خريف عام 2006 خدم في ما يسمى "مجلس العقداء"، وهي فرقة عمل من كبار الضباط أنشأها رؤساء الأركان المشتركة لإعادة النظر في استراتيجية الحرب في العراق.
خلال مداولات المجلس، دعا منصور إلى إرسال قوات إضافية إلى العراق كجزء من الاستراتيجية التي عرفت في نهاية المطاف باسم "الزيادة"، وإن كان بمستوى قوة أقل من الخيار الذي فضله العقيد إتش آر ماكماستر، وهو عضو آخر في المجلس. أطلق منصور على استراتيجيته المفضلة اسم خيار "الذهاب طويلًا". في ذلك الوقت، كان يشكل أقلية بين أعضاء مجلس العقداء، الذين عارض معظمهم فكرة زيادة القوات.
بلغت مسيرة منصور العسكرية ذروتها بتعيينه كضابط تنفيذي للجنرال ديفيد بترايوس، القائد العام لقوة متعددة الجنسيات في العراق، خلال فترة زيادة القوات في عامي 2007 و2008. يصف المحلل العسكري توم ريكس، مؤلف كتاب "المقامرة " (2009)، منصور بأنه واحد من "المستشارين الأكثر أهمية لبتريوس". تقاعد منصور برتبة عقيد في أغسطس/آب 2008.

#### العمل الأكاديمي
شغل منصور منصب أستاذ مساعد للتاريخ العسكري في الأكاديمية العسكرية الأمريكية من عام 1993 إلى عام 1995. في سبتمبر 2008، تولى منصور منصبه الحالي كرئيس كرسي الجنرال ريموند إي. ماسون جونيور للتاريخ العسكري في جامعة ولاية أوهايو. تشمل اهتمامات منصور البحثية التاريخ العسكري الأمريكي الحديث، والحرب العالمية الثانية ، وحرب العراق، ومكافحة التمرد.

## منشورات مختارة
- شويربونكت، معركة سيدان الثانية، 10-15 مايو 1940 . فورت نوكس، كنتاكي: إدارة القيادة والأركان، مدرسة الدروع للجيش الأمريكي، 1986.
- عناصر بناء النصر: فرق المشاة الأمريكية في الحرب ضد ألمانيا وإيطاليا، 1941 – 1945 . دكتوراه، 1995.243855681أو سي إل سي243855681
- الهجوم الذي شنه الجنود الأمريكيون في أوروبا: انتصار فرق المشاة الأمريكية، 1941-1945 . لورانس، كانساس: مطبعة جامعة كانساس، 1999.(ردمك 070060958X)رقم ISBN070060958X40595257
- USAREUR 2010: تسخير إمكانات توسع حلف شمال الأطلسي . ثكنات كارلايل، بنسلفانيا: كلية الحرب التابعة للجيش الأمريكي، 2003.52550086أو سي إل سي52550086
- بغداد عند شروق الشمس: حرب قائد لواء في العراق . نيو هافن، كونيتيكت: مطبعة جامعة ييل، 2009.(ردمك 9780300158472)رقم ISBN 9780300158472317471909
- زيادة: رحلتي مع الجنرال ديفيد بترايوس وإعادة صياغة حرب العراق . نيوهافن: مطبعة جامعة ييل، 2015، حوالي 2013.(ردمك 9780300209372)رقم ISBN9780300209372951132242
- تم تحريره مع ويليامسون موراي ، الحرب الهجينة: محاربة المعارضين المعقدين من العالم القديم إلى الوقت الحاضر . كمبريدج؛ نيويورك: مطبعة جامعة كامبريدج، 2012.(ردمك 9781107026087)رقمISBN 9781107026087796796309
- تم التحرير مع ويليامسون موراي . الإستراتيجية الكبرى والتحالفات العسكرية . كمبريدج؛ نيويورك: مطبعة جامعة كامبريدج، 2016.(ردمك 9781107136021)رقم ISBN97811071360211001707310
- حرره ويليامسون موراي ، ثقافة المنظمات العسكرية . كمبريدج؛ نيويورك: مطبعة جامعة كامبريدج، 2019.(ردمك 9781108485739)رقم ISBN97811084857391127235720
- تم تحريره مع توماس روبرتسون، ريتشارد ب. تاكر، ونيكولاس برييفوجل. الطبيعة في حالة حرب: البيئات الأمريكية والحرب العالمية الثانية . كمبريدج؛ نيويورك: مطبعة جامعة كامبريدج، 2016.(ردمك 9781108419765)رقم ISBN97811084197651148057942